# Trenčín
 For alternative betydninger, se Trenčín (region).
Trenčín (på tysk Trentschin; på ungarsk Trencsén) er en by i Slovakiet. Byen har et indbyggertal på ca. 54.000.
Žilina ligger i det nordvestlige Slovakiet, i regionen Trenčín. Den ligger kun 20 kilometer fra grænsen til Tjekkiet, og 120 kilometer fra den slovakiske hovedstad Bratislava. Byen har et totalt areal på 82 km² 

## Ekstern henvisning
- Officielt netsted

- Wikimedia Commons har flere filer relateret til Trenčín